# Calceolaria lepidota
Calceolaria lepidota är en toffelblomsväxtart som beskrevs av Kränzl.. Calceolaria lepidota ingår i släktet toffelblommor, och familjen toffelblomsväxter. Inga underarter finns listade i Catalogue of Life.